# إن إكس تي: هالووين هافوك
كان إن إكس تي: هالووين هافوك حلقة خاصة من المسلسل التلفزيوني الأسبوعي إن إكس تي التابع لدبليو دبليو إي، والذي تم بثه على يو إس إيه نيتورك. لقد أقيم في 28 أكتوبر 2020 في مركز مركز أداء دبليو دبليو إي بأورلاندو في فلوريدا.
تم التنافس على خمس مباريات خلال الحدث. ففي الحدث الرئيسي، فازت آيو شيراي على كانديس لاري في مباراة طاولات وسلالم وخوف للاحتفاظ بطولة النساء إن اكس تي. وفي مباريات بارزة أخرى، فاز ديكستر لوميس على كاميرون غرايمز في مباراة بيت مسكون من الإرهاب وهزم جوني جارجانو داميان بريست ليفوز ببطولة أمريكا الشمالية إن إكس تي في مباراة ساحة ملعب الشرير في المباراة الافتتاحية.

## الإنتاج

### الخلفية
هالووين هافوك هو حدث مصارعة محترفة يتم إنتاجه حاليًا بواسطة منظمة دبليو دبليو إي. وكما يوحي الاسم، فهو عرض موضوعه الهالووين يقام في أكتوبر. لقد تم إنتاجه في الأصل كعرض سنوي للدفع مقابل المشاهدة من قبل منظمة ورلد تشامبيونشيب ريسلينغ (دبليو سي دبليو) من عام 1989 حتى عام 2000 حينما اشترت منظمة دبليو دبليو إي - التي كانت تُعرف في ذلك الوقت باسم وورلد ريسلينغ فيدرايشن - منظمة دبليو سي دبليو في عام 2001. كانت نسخة عام 2000 من الحدث هي الأخيرة لعيد الهالوين حتى أعادت دبليو دبليو إي إنعاش الحدث لقسم العلامة التجارية إن إكس تي في عام 2020.

## النتائج
| رقم                                                 | النتائج                                    | الشروط                                               | الوقت |
| --------------------------------------------------- | ------------------------------------------ | ---------------------------------------------------- | ----- |
| 1                                                   | جوني جارجانو هزم داميان بريست (ب)          | ساحة ملعب الشرير على بطولة أمريكا الشمالية إن إكس تي | 21:05 |
| 2                                                   | سانتوس إسكوبار هزم جيك أطلس                | مباراة فردية                                         | 3:28  |
| 3                                                   | ديكستر لوميس هزم كاميرون غرايمز بالاستسلام | بيت مسكون من الإرهاب                                 | -     |
| 4                                                   | ريا ريبلي هزمت راكيل غونزاليس              | مباراة فردية                                         | 13:02 |
| 5                                                   | آيو شيراي (ب) هزمت كانديس لاري             | مباراة طاولات وسلالم وخوف على بطولة النساء إن اكس تي | 16:30 |
| - (c) – تشير إلى البطل (الأبطال) عند بداية المباراة |                                            |                                                      |       |

## روابط خارجية
- الموقع الرسمي